# Olympiada
Olympiáda (en griego: Ολυμπιάδα, en griego: Ολυμπιάς, romanizado: Olympiás) es una localidad griega perteneciente administrativamente al municipio de Aristotelis, unidad periférica de Calcídica y periferia de Macedonia Central. Desde 2011 pertenece a la Stágira-Ákanthos del municipio de Aristotelis. Olympiáda forma su propio municipio (Τοπική Κοινότητα Ολυμπιάδος, Topikí Koinótita Olympiádos). El pueblo tenía una población de 741 habitantes (en 2011).

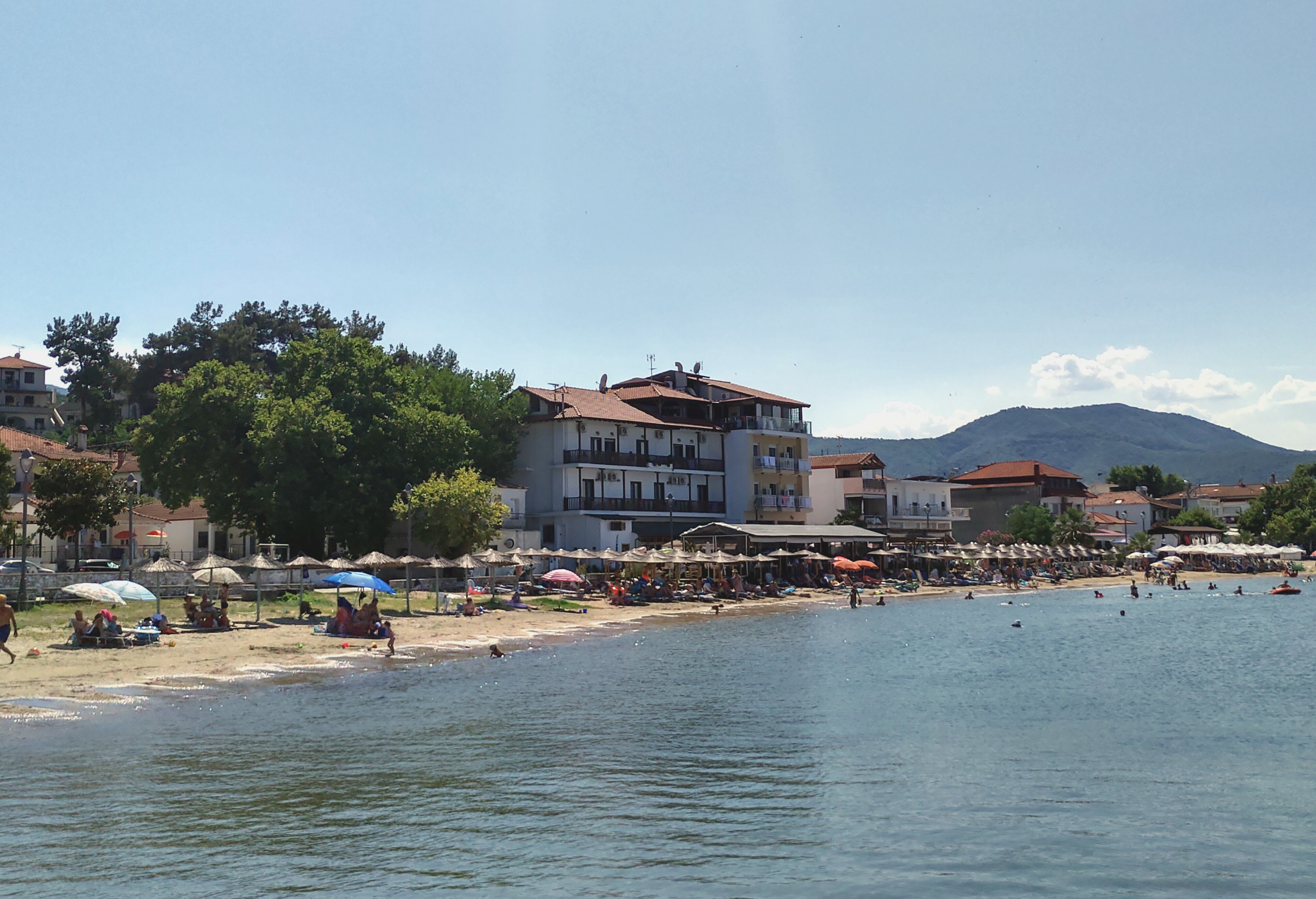
La playa de Olympiada.

Se encuentra en el golfo Estrimónico , en la costa noreste de la península de Calcídica, a unos 95 kilómetros al este de Salónica y a unos 35 km al norte del centro municipal de Aristotelis, Ierissós. El yacimiento arqueológico de la antigua polis de Estagira se encuentra en la llanura situada inmediatamente al este del pueblo.
El pueblo toma su nombre de Olimpia, la madre de Alejandro Magno, quien, según la tradición, estuvo exiliada en Estagira o en la isla de Kafkanás, frente al pueblo actual.
Alrededor del pueblo hay varias playas de arena y un lugar de la red  Natura 2000.